# Catherine Tanvier
Catherine "Cathy" Tanvier (Tolosa, 28 de maig de 1965) és una ex-tennista francesa que va competir en els anys 80. Va aconseguir de la medalla de bronze olímpica a Los Angeles 1984 en categoria individual (medalla no oficial en ser esport de demostració).
Va guanyar el torneig de Wimbledon en categoria júnior l'any 1982 després de superar Helena Suková.
Ha publicat dues autobiografies titulades Déclassée – de Roland-Garros au RMI (2007) i Détraquements, de la colère à la torpeur (2013). També va treballar com a actriu i va debutar en la pel·lícula Film Socialisme de Jean-Luc Godard (2010).

## Palmarès

### Individual: 5 (1−4)
| Llegenda                     |
| ---------------------------- |
| Grand Slam (0−0)             |
| WTA Tour Championships (0−0) |
| Tier I (0−0)                 |
| Tier II (0−0)                |
| Tier III (0−0)               |
| Tier IV (0−0)                |
| Tier V (0−1)                 |
| Virginia Slims (1−3)         |

| Títols per superfície |
| --------------------- |
| Dura (0−1)            |
| Gespa (0−0)           |
| Terra batuda (1−0)    |
| Moqueta (0−3)         |

| Resultat   | Núm. | Data                 | Torneig                          | Superfície   | Oponent             | Marcador |
| ---------- | ---- | -------------------- | -------------------------------- | ------------ | ------------------- | -------- |
| Finalista  | 1.   | 1 de març de 1982    | Hershey, Estats Units            | Dura (i)     | Andrea Temesvári    | 4−6, 2−6 |
| Guanyadora | 1.   | 11 de juliol de 1983 | Friburg, Alemanya Occidental     | Terra batuda | Laura Arraya        | 6−4, 7−5 |
| Finalista  | 2.   | 24 d'octubre de 1983 | Filderstadt, Alemanya Occidental | Moqueta (i)  | Martina Navrátilová | 1−6, 2−6 |
| Finalista  | 3.   | 29 d'octubre de 1986 | Hilversum, Països Baixos         | Moqueta (i)  | Helena Suková       | 2−6, 5−7 |
| Finalista  | 4.   | 17 de febrer de 1992 | Cesena, Itàlia                   | Moqueta (i)  | Mary Pierce         | 1−6, 1−6 |

### Dobles femenins: 23 (11−12)
| Llegenda                     |
| ---------------------------- |
| Grand Slam (0−0)             |
| WTA Tour Championships (0−0) |
| Tier I (0−0)                 |
| Tier II (0−0)                |
| Tier III (0−0)               |
| Tier IV (0−1)                |
| Tier V (5−0)                 |
| Virginia Slims (6−11)        |

| Títols per superfície |
| --------------------- |
| Dura (3−0)            |
| Gespa (0−0)           |
| Terra batuda (5−6)    |
| Moqueta (3−6)         |

| Resultat   | Núm. | Data                   | Torneig                          | Superfície   | Parella             | Oponents                            | Marcador      |
| ---------- | ---- | ---------------------- | -------------------------------- | ------------ | ------------------- | ----------------------------------- | ------------- |
| Guanyadora | 1.   | 1 de febrer de 1982    | Ogden, Estats Units              | Dura (i)     | Iva Budařová        | Yvona Brzáková Marcela Skuherská    | 6−3, 6−2      |
| Guanyadora | 2.   | 8 de febrer de 1982    | Bakersfield, Estats Units        | Dura         | Cláudia Monteiro    | Diane Desfor Barbara Hallquist      | 7−6, 2−6, 6−3 |
| Guanyadora | 3.   | 12 de juliol de 1982   | Montecarlo, Mònaco               | Terra batuda | Virginia Ruzici     | Patricia Medrado Cláudia Monteiro   | 7−6, 6−2      |
| Guanyadora | 4.   | 2 d'agost de 1982      | Indianapolis, Estats Units       | Terra batuda | Ivanna Madruga      | Joanne Russell Virginia Ruzici      | 7−5, 7−6      |
| Finalista  | 1.   | 2 de maig de 1983      | Perusa, Itàlia                   | Terra batuda | Ivanna Madruga      | Virginia Ruzici Virginia Wade       | 3−6, 6−2, 1−6 |
| Finalista  | 2.   | 4 de juliol de 1983    | Hittfeld, Alemanya Occidental    | Terra batuda | Ivanna Madruga      | Bettina Bunge Claudia Kohde-Kilsch  | 5−7, 4−6      |
| Finalista  | 3.   | 24 d'octubre de 1983   | Filderstadt, Alemanya Occidental | Moqueta (i)  | Virginia Ruzici     | Martina Navrátilová Candy Reynolds  | 2−6, 1−6      |
| Finalista  | 4.   | 10 de desembre de 1984 | Tòquio, Japó                     | Moqueta (i)  | Elizabeth Smylie    | Claudia Kohde-Kilsch Helena Suková  | 4−6, 1−6      |
| Finalista  | 5.   | 13 de maig de 1985     | Berlín, Alemanya Occidental      | Terra batuda | Steffi Graf         | Claudia Kohde-Kilsch Helena Suková  | 4−6, 1−6      |
| Guanyadora | 5.   | 4 de novembre de 1985  | Hilversum, Països Baixos         | Moqueta (i)  | Marcella Mesker     | Sandra Cecchini Sabrina Goleš       | 6−2, 6−2      |
| Finalista  | 6.   | 7 d'abril de 1986      | Hilton Head, Estats Units        | Terra batuda | Steffi Graf         | Chris Evert Anne White              | 3−6, 3−6      |
| Finalista  | 7.   | 14 d'abril de 1986     | Amelia Island, Estats Units      | Terra batuda | Gabriela Sabatini   | Claudia Kohde-Kilsch Helena Suková  | 2−6, 7−5, 6−7 |
| Guanyadora | 6.   | 5 de maig de 1986      | Barcelona, Espanya               | Terra batuda | Iva Budařová        | Petra Huber Petra Keppeler          | 6−2, 6−1      |
| Finalista  | 8.   | 29 de setembre de 1986 | Hilversum                        | Moqueta (i)  | Tine Scheuer-Larsen | Kathy Jordan Helena Suková          | 5−7, 1−6      |
| Finalista  | 9.   | 20 d'octubre de 1986   | Brighton, Regne Unit             | Moqueta (i)  | Tine Scheuer-Larsen | Steffi Graf Helena Suková           | 4−6, 4−6      |
| Finalista  | 10.  | 10 de maig de 1987     | Ginebra, Suïssa                  | Terra batuda | Laura Gildemeister  | Betsy Nagelsen Elizabeth Smylie     | 6−4, 4−6, 3−6 |
| Finalista  | 11.  | 19 d'octubre de 1987   | Brighton (2)                     | Moqueta (i)  | Tine Scheuer-Larsen | Kathy Jordan Helena Suková          | 5−7, 1−6      |
| Guanyadora | 7.   | 11 de juliol de 1988   | Niça, França                     | Terra batuda | Catherine Suire     | Isabelle Demongeot Nathalie Tauziat | 6−4, 4−6, 6−2 |
| Guanyadora | 8.   | 18 de juliol de 1988   | Ais de Provença, França          | Terra batuda | Nathalie Herreman   | Sandra Cecchini A. Sánchez Vicario  | 6−4, 7−5      |
| Guanyadora | 9.   | 16 d'octubre de 1989   | Baiona, França                   | Dura (i)     | Manon Bollegraf     | Elna Reinach Raffaella Reggi        | 7−6, 7−5      |
| Guanyadora | 10.  | 24 de setembre de 1990 | Baiona (2)                       | Moqueta (i)  | Louise Field        | Jo-Anne Faull Rachel McQuillan      | 7−6, 6−7, 7−6 |
| Finalista  | 12.  | 23 de setembre de 1991 | Baiona                           | Moqueta (i)  | Rachel McQuillan    | Patricia Tarabini Nathalie Tauziat  | 3−6, retirada |
| Guanyadora | 11.  | 17 de febrer de 1992   | Cesena, Itàlia                   | Moqueta (i)  | Catherine Suire     | Sabine Appelmans Raffaella Reggi    | Renúncia      |

## Trajectòria

### Individual
| Open d'Austràlia | 1R          | 3R          | 3R          | 1R | A           | NC          | A           | 3R | 4R          | 4R          | 4R          | 1R | A   | 0 / 9     | 15 − 9    |
| Roland Garros | A           | 3R          | 4R          | 3R | 3R          | 1R          | 1R          | 4R | 2R          | 1R          | 1R          | A  | A   | 0 / 10    | 13 − 10   |
| Wimbledon | A           | 1R          | 1R          | 3R | 4R          | 2R          | 3R          | 3R | 3R          | 3R          | A           | 1R | A   | 0 / 10    | 14 − 10   |
| US Open | 2R          | 1R          | 2R          | 2R | 1R          | 2R          | 1R          | 1R | 1R          | A           | A           | A  | A   | 0 / 9     | 4 − 9     |
| Jocs Olímpics | No celebrat | No celebrat | No celebrat | 3a | No celebrat | No celebrat | No celebrat | A  | No celebrat | No celebrat | No celebrat | A  | NC  | 0 / 1     | 3 − 1     |
| Rànquing a final d'any |             |             | 39          | 30 | 39          | 37          | 96          | 77 | 65          | 99          | 111         | 96 | 765 | 205 – 198 | 205 – 198 |
| Llegenda: G: Guanyadora; F: Finalista; SF: Semifinalista; QF: Quarts de final; Q: Qualificació; A: Absent; RR: Round Robin |             |             |             |    |             |             |             |    |             |             |             |    |     |           |           |

### Dobles femenins
| Open d'Austràlia | QF | 1R | 2R | 1R | 2R | A  | NC | A  | 3R | QF | 3R | 1R | 2R  | A   | 0 / 10    | 13 − 10   |
| Roland Garros | A  | A  | QF | SF | A  | 1R | 2R | 1R | QF | QF | 1R | 3R | A   | 1R  | 0 / 10    | 16 − 10   |
| Wimbledon | A  | A  | 2R | 3R | 3R | 3R | QF | 1R | 2R | 1R | 1R | A  | A   | A   | 0 / 9     | 11 − 9    |
| US Open | A  | A  | A  | A  | 3R | A  | 2R | 1R | 2R | 1R | A  | A  | A   | A   | 0 / 5     | 4 − 5     |
| Rànquing a final d'any |    |    |    |    |    |    | 16 | 35 | 34 | 60 | 50 | 32 | 111 | 757 | 285 – 180 | 285 – 180 |
| Llegenda: G: Guanyadora; F: Finalista; SF: Semifinalista; QF: Quarts de final; Q: Qualificació; A: Absent; RR: Round Robin |    |    |    |    |    |    |    |    |    |    |    |    |     |     |           |           |

### Dobles mixts
| Open d'Austràlia | A  | A  | A  | NC | A | 2R | A | A  | A  | 1R | 0 / 2 | 1 − 2  |
| Roland Garros | 2R | 2R | SF | 2R | A | 3R | A | 2R | 2R | A  | 0 / 7 | 10 − 7 |
| Wimbledon | 3R | 2R | 3R | A  | A | A  | A | 1R | A  | A  | 0 / 4 | 5 − 4  |
| US Open | A  | 2R | A  | 1R | A | A  | A | A  | A  | A  | 0 / 2 | 1 − 2  |
| Llegenda: G: Guanyadora; F: Finalista; SF: Semifinalista; QF: Quarts de final; Q: Qualificació; A: Absent; RR: Round Robin |    |    |    |    |   |    |   |    |    |    |       |        |